# Denemarken en de euro

Eurozone
EU-lidstaten met verplichting de euro in te voeren
EU-lidstaten die een uitzonderingsbepaling hebben op het invoeren van de euro
Gebieden buiten de EU die de euro gebruiken krachtens een overeenkomst met de EU (San Marino, Monaco, Vaticaanstad en Andorra)
Gebieden buiten de EU die de euro gebruiken zonder een overeenkomst met de EU

Denemarken zou als lidstaat van de Europese Unie officieel de euro moeten invoeren als valuta. Maar Denemarken heeft, na een eerste verworpen referendum om het Verdrag van Maastricht te ratificeren, een aantal clausules (opt-out) op het Verdrag van Maastricht bedongen, zodat de Denen de euro niet hoefden in te voeren als munteenheid. Het land blijft de kroon gebruiken als valuta. In 2000 hield de regering een referendum om de euro toch in te voeren. Met 53,2% van de geldig uitgebrachte stemmen is het voorstel verworpen. De Deense kroon is wel onderdeel van het WKM II. Hierdoor moet de wisselkoers van de kroon ten opzichte van de euro op een gefixeerd percentage blijven (± 2,25%).
De meeste van de grootste Deense partijen zijn voor de invoering van de euro door Denemarken. Een tweede referendum na het verworpen referendum in 2000 is een aantal maal voorgesteld. Uitzondering op de politieke voorkeur voor de euro zijn de Deense Volkspartij en de Socialistische Volkspartij die tegen zijn. In de publieke opinie is de steun voor invoering van de euro fluctuerend, maar in de financiële crisis vanaf 2008 is deze afgenomen en na de Europese staatsschuldencrisis vrijwel verdampt.
Denemarken grenst aan één eurozone lid (Duitsland) en aan één lidstaat die ooit de euro zal moeten invoeren omdat ze geen opt-out kennen (Zweden).

## Status van de euro
Het Verdrag van Maastricht schrijft voor dat de leden van de Europese Unie wanneer zij voldoen aan alle Convergentiecriteria zij verplicht zijn de euro in te voeren. Voor zowel Denemarken en Groot-Brittannië zijn hierop uitzonderingen gemaakt (opt-out). Denemarken voldoet aan alle vijf de criteria en kan er dus voor kiezen om de euro in te voeren als valuta.

### De criteria
De kroon zit in het Wisselkoersmechanisme II (sinds 1 januari 1999), toen het WKM I over ging in het nieuwe mechanisme. WKM II houdt in dat de koers van de kroon 2,25% kan fluctueren ten opzichte van de euro in een vaste koers (€1 = DKK 7,46038, dus de ondergrens is DKK 7, 29252 en de bovengrens is 7, 62824). De bandbreedte van 2,25% is veel smaller dan de gebruikelijke 15% bandbreedte voor andere ERM II leden. De Deense centrale bank houdt zelf een bandbreedte van 0,5% koersverschil aan ten opzichte van de euro. De onafhankelijkheid van de nationale bank is daarom erg beperkt. Dit beleid is de voortzetting van de periode toen de koers van de kroon gekoppeld was aan de Duitse mark met een bandbreedte van 0,5%. De Europese Centrale Bank is verplicht te interveniëren mocht de koers van de kroon onderhevig zijn aan speculatieve aanvallen.

## Euroreferendum (2000)
Een Deens referendum over de invoering van de euro is op 28 september 2000 gehouden. Bij een opkomst van 87,6% stemden 46,8% ja en 53,2% nee. De meeste politieke partijen, media en economische actoren in Denemarken steunden de invoering van de euro. Een aantal grote politieke partijen voerden een "nee"-campagne. Als het referendum een "ja"-uitslag had gekend was Denemarken op 1 januari 2002 toegetreden tot de eurozone, en werd het muntgeld en de bankbiljetten in 2004 ingevoerd. Wanneer Denemarken de euro invoert als nationale munt, vloeit de monetaire politiek van de Danmarks Nationalbank naar het Europees Stelsel van Centrale Banken.

## Gebruik van de euro
De euro wordt geaccepteerd op enkele specifieke locaties in Denemarken, dit zijn vaak plekken voor toeristen zoals musea, luchthavens en winkels met veel internationale klanten. De teruggave van wisselgeld is in bijna alle gevallen in kronen. Op de diverse ferry's tussen Denemarken en Duitsland zijn de prijzen zowel aangegeven in kronen als in euro's.

## Publieke opinie

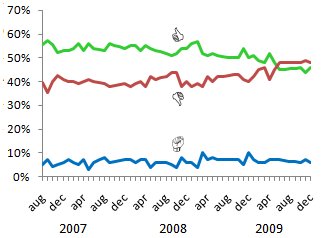
Mening over de euro in Denemarken vanaf augustus 2006 door Børsen.
groen – steun voor aanname euro
rood – tegen aanname euro
blauw – geen mening

DKK-EUR wisselkoersen sinds 1999

Er zijn diverse opiniepeilingen geweest onder de Deense bevolking om de mening te peilen of Denemarken de kroon vaarwel moet zeggen ten gunste van de euro. In 2008 en 2009 was de tendens in het algemeen, niet altijd, in het voordeel van de euro.
| Datum                         | Ja    | Nee   | Onzeker | Aantal deelnemers | Gehouden door                                       | Referentie   |
| ----------------------------- | ----- | ----- | ------- | ----------------- | --------------------------------------------------- | ------------ |
| 29 maart – 30 april 2002      | 47%   | 33%   | 20%     | onbekend          | Eurobarometer                                       | [ 6 ]        |
| Maart 2007                    | 56%   | 39%   | 5%      | 910               | Greens Analyseinstitut in Dagbladet Børsen (Børsen) | [ 7 ]        |
| April 2007                    | 53%   | 40%   | 7%      | 910               | Greens Analyseinstitut in Børsen                    | [ 7 ]        |
| November 2007                 | 54%   | 42%   | 4%      | onbekend          | Greens Analyseinstitut in Børsen                    | [ 8 ]        |
| 26 november 2007              | 52%   | 39%   | 9%      | 1016 volwassenen  | Vilstrup Synovate in Politiken                      | [ 8 ]        |
| April 2008                    | 55%   | 38%   | 7%      | 1009 volwassenen  | Greens Analyseinstitut in Børsen                    | [ 9 ]        |
| 5–7 mei 2008                  | 54%   | 42%   | 4%      | 1009 volwassenen  | Greens Analyseinstitut in Børsen                    | [ 9 ] [ 10 ] |
| Juni 2008                     | 40%   | 48%   | 12%     | 1036              | Capacent Epinions                                   | [ 11 ]       |
| 29 september – 1 oktober 2008 | 52%   | 44%   | 4%      | 1050 volwassenen  | Greens Analyseinstitut in Børsen                    | [ 12 ]       |
| 3–5 november 2008             | 54%   | 38%   | 8%      | 1098 volwassenen  | Greens Analyseinstitut in Børsen                    | [ 13 ]       |
| December 2008                 | 54%   | 40%   | 6%      | >1000 volwassenen | Greens Analyseinstitut in Børsen                    | [ 14 ]       |
| 5–7 januari 2009              | 56%   | 38%   | 4%      | 1307 volwassenen  | Greens Analyseinstitut in Børsen                    | [ 14 ]       |
| 2–4 februari 2009             | 57%   | 39%   | 4%      | 1124 volwassenen  | Greens Analyseinstitut in Børsen                    | [ 15 ]       |
| 11 februari 2009              | 42%   | 42%   | 16%     | onbekend          | Gallup in Berlingske Tidende                        | [ 16 ]       |
| 2–4 maart 2009                | 52%   | 38%   | 10%     | 1085 volwassenen  | Greens Analyseinstitut in Børsen                    | [ 17 ]       |
| 30 maart – 1 april 2009       | 51%   | 42%   | 7%      | 1007 volwassenen  | Greens Analyseinstitut in Børsen                    | [ 18 ]       |
| 27–29 april 2009              | 52%   | 40%   | 8%      | 1178 volwassenen  | Greens Analyseinstitut in Børsen                    | [ 19 ]       |
| 13 mei 2009                   | 43%   | 45%   | 11%     | onbekend          | Rambøll                                             | [ 20 ]       |
| 25–27 mei 2009                | 51%   | 42%   | 7%      | 951 volwassenen   | Greens Analyseinstitut in Børsen                    | [ 21 ]       |
| September 2009                | 50%   | 43%   | 7%      | 951 volwassenen   | Greens Analyseinstitut in Børsen                    | [ 22 ]       |
| Oktober 2009                  | 50%   | 43%   | 7%      | 1081 volwassenen  | Greens Analyseinstitut in Børsen                    | [ 23 ]       |
| 2–4 november 2009             | 54%   | 41%   | 5%      | 1158 volwassenen  | Greens Analyseinstitut in Børsen                    | [ 24 ]       |
| 30 november – 2 december 2009 | 50%   | 40%   | 10%     | 1001 volwassenen  | Greens Analyseinstitut in Børsen                    | [ 25 ]       |
| 2–4 januari 2010              | 51%   | 42%   | 7%      | 1162 volwassenen  | Greens Analyseinstitut in Børsen                    | [ 26 ]       |
| 1–3 februari 2010             | 49%   | 45%   | 6%      | 1241 volwassenen  | Greens Analyseinstitut in Børsen                    | [ 27 ]       |
| 1–3 maart 2010                | 48%   | 46%   | 6%      | 552 volwassenen   | Greens Analyseinstitut in Børsen                    | [ 28 ]       |
| 12–14 april 2010              | 52%   | 41%   | 7%      | 988 volwassenen   | Greens Analyseinstitut in Børsen                    | [ 29 ]       |
| 3–5 mei 2010                  | 48%   | 45%   | 7%      | 1004 volwassenen  | Greens Analyseinstitut in Børsen                    | [ 30 ]       |
| 11–13 mei 2010                | 45%   | 43.2% | 11.2%   | 1002 volwassenen  | Catinét Ritzau in Fyens Stiftstidende               | [ 31 ]       |
| 31 mei – 2 juni 2010          | 45%   | 48%   | 7%      | 1079 volwassenen  | Greens Analyseinstitut in Børsen                    | [ 32 ]       |
| 27 september 2010             | 45%   | 48.3% | 6.7%    | onbekend          | Jyllands-Posten                                     | [ 33 ]       |
| 1 oktober 2010                | 46%   | 48%   | 6%      | 1025 volwassenen  | Greens Analyseinstitut in Børsen                    | [ 34 ]       |
| 1 november 2010               | 44%   | 49%   | 7%      | onbekend          | Greens Analyseinstitut in Børsen                    | [ 34 ]       |
| 1 december 2010               | 46%   | 48%   | 6%      | 1006 volwassenen  | Greens Analyseinstitut in Børsen                    | [ 34 ]       |
| 1 januari 2011                | 43%   | 50%   | 7%      | 1336 volwassenen  | Greens Analyseinstitut in Børsen                    | [ 34 ]       |
| 1 februari 2011               | 43%   | 48%   | 9%      | 1053 volwassenen  | Greens Analyseinstitut in Børsen                    | [ 34 ]       |
| 1 maart 2011                  | 47%   | 46%   | 7%      | 1060 volwassenen  | Greens Analyseinstitut in Børsen                    | [ 34 ]       |
| 1 april 2011                  | 43%   | 50%   | 7%      | 1286 volwassenen  | Greens Analyseinstitut in Børsen                    | [ 34 ]       |
| 1 mei 2011                    | 44%   | 48%   | 8%      | 1133 volwassenen  | Greens Analyseinstitut in Børsen                    | [ 34 ]       |
| 1 augustus 2011               | 37%   | 54%   | 9%      | 1143 volwassenen  | Greens Analyseinstitut in Børsen                    | [ 34 ]       |
| September 2011?               | 22.5% | 50.6% | 28.1%   | onbekend          | Danske Bank                                         | [ 35 ]       |
| 11 oktober 2011               | 29%   | 65%   | 6%      | 1239              | Greens Analyseinstitut in Børsen                    | [ 36 ]       |
| 4–6 mei 2012                  | 26%   | 67%   | 7%      | 1092 volwassenen  | Greens Analyseinstitut in Børsen                    | [ 37 ]       |
| 24–27 februari 2013           | 29%   | 64%   | 7%      | 1004 volwassenen  | Greens Analyseinstitut in Børsen                    | [ 38 ]       |
| 3–9 januari 2014              | 30%   | 62%   | 8%      | 1199 volwassenen  | Greens Analyseinstitut in Børsen                    | [ 39 ]       |
| 25 april – 1 mei 2014         | 26%   | 66%   | 8%      | 1235 volwassenen  | Greens Analyseinstitut in Børsen                    | [ 40 ]       |
| 25–30 juli 2014               | 30%   | 64%   | 6%      | 1298 volwassenen  | Greens Analyseinstitut in Børsen                    | [ 41 ]       |
| 22–27 augustus 2014           | 29%   | 64%   | 7%      | 1222 volwassenen  | Greens Analyseinstitut in Børsen                    | [ 42 ]       |
| 24–29 oktober 2014            | 28%   | 64%   | 8%      | 1139 volwassenen  | Greens Analyseinstitut in Børsen                    | [ 43 ]       |
| 21–26 november 2014           | 30%   | 61%   | 9%      | 1165 volwassenen  | Greens Analyseinstitut in Børsen                    | [ 44 ]       |

Greens Analyseinstitut, een bureau voor marktonzerzoek, stelde de vraag "Hoe zal u stemmen bij een nieuw referendum over de invoering van de euro? ("Hvad ville du stemme ved en evt. ny folkeafstemning om Danmarks deltagelse i den fælles valuta?"). Voor alle onderzoekbureaus geldt dat vragen zijn gesteld aan mensen met de Deense nationaliteit.

## Deense territoria
De Deense territoria Faeröer en Groenland liggen buiten het geldigheidsgebied van de EU; het is daarom onduidelijk, indien Denemarken toch kiest voor de invoering van de euro, of dit in deze twee gebieden met een status aparte ook gaat gebeuren. Hoewel ze binnen het Koninkrijk Denemarken liggen, nemen ze met hun status aparte geen deel aan de Europese referenda.
De Faeröer hebben een eigen munt de Faeröerse kroon, die 1:1 gekoppeld is aan de Deense kroon. Eigenlijk is het geen eigen munteenheid. Het geld wordt uitgegeven door de Deense Nationale Bank, en verschilt alleen in het drukmotief van de Deense kroon, dat lokale Faeröerse landschappen en dieren bevat. Wettelijk gezien is het dezelfde munt, echter in Denemarken wordt de munt niet geaccepteerd; Deense banken zullen altijd 1:1 wisselen tussen de munten.
Groenland wil ook een eigen munt invoeren (de Groenlandse kroon) met dezelfde opzet als de Faeröer kroon. Beide landsdelen blijven gebruikmaken van Deens muntgeld.

## Mogelijk euro-ontwerp
Voorafgaand aan het euroreferendum uit 2000 heeft de Deense Centrale Bank in samenwerking met de Deense Munt een voorlopig ontwerp laten maken voor de Deense euromunten. Het voorgestelde ontwerp is gebaseerd op de Deense munten van 10 en 20 kroon met koningin Margrethe II op de nationale zijde, en de munten van 25 en 50 øre, waarbij de kroon van de waardezijde naar de nationale zijde zou verhuizen.